# La Cage dorée (film, 1922)
Pour les articles homonymes, voir La Cage dorée.
Pour plus de détails, voir Fiche technique et Distribution.
La Cage dorée (Her Gilded Cage) est un film muet américain réalisé par Sam Wood, sorti en 1922.

## Synopsis
Afin de soutenir sa sœur paralysée Jacqueline en finançant une cure, Suzanne Ornoff accepte un poste de danseuse de cabaret. Un Américain en voyage à Paris tombe amoureux d'elle mais lorsqu'il apprendra son métier, il n'aura plus rien à faire avec elle. Le cœur brisé, elle se rend aux États-Unis où elle rencontre son frère, et le frère tombe amoureux d'elle aussi. Bien qu'il soit averti que la jeune femme n'est pas digne, il ignore l'avertissement de son frère et continue sa romance avec elle. Lorsqu'on découvre que Suzanne fait tout cela pour sa sœur, les objections sont surmontées et cela se termine bien pour toutes les personnes concernées.

## Fiche technique
- Titre : La Cage dorée
- Titre original : Her Gilded Cage
- Réalisation : Sam Wood
- Scénario : Percy Heath d'après la pièce The Love Dreams d'Elmer Harris et Anne Nichols
- Société de production : Famous Players-Lasky Corporation
- Photographie : Alfred Gilks
- Pays d'origine : États-Unis
- Format : Noir et blanc - 35 mm - 1,33:1- film muet
- Genre : Drame, romance
- Durée : 60 minutes
- Dates de sortie :
  - États-Unis : 5 août 1922 (première à New York)
  - États-Unis : 3 septembre 1922 (sortie en salle) [1]
  - France : 15 février 1924

## Distribution
- Gloria Swanson : Suzanne Ornoff
- David Powell : Arnold Pell
- Harrison Ford : Lawrence Pell
- Anne Cornwall : Jacqueline Ornoff
- Walter Hiers : Bud Walton
- Charles A. Stevenson : Gaston Petitfils